# Ranunculus sieboldii
Ranunculus sieboldii är en ranunkelväxtart som beskrevs av Friedrich Anton Wilhelm Miquel. Ranunculus sieboldii ingår i släktet ranunkler, och familjen ranunkelväxter. Inga underarter finns listade i Catalogue of Life.